# 徐春
徐春（？—？），清朝政治人物。順天宛平縣人。
徐春為舉人出身。道光四年（1824年）七月，出任湖南永順府龍山縣知縣。